# باشگاه ورزشی زمالک
باشگاه زمالک (به عربی:نادی الزمالک) یک باشگاه ورزشی در مصر است که در شهر قاهره قرار دارد. تیم فوتبال آن در لیگ برتر فوتبال مصر بازی می‌کند.
این باشگاه در ۵ ژانویه ۱۹۱۱ میلادی تأسیس شده‌است.
الزمالک از باشگاه‌های پرطرفدار فوتبال در کشور مصر می‌باشد و همچنین بعد از الاهلی رقیب همشهری‌اش پرافتخارترین تیم در لیگ برتر مصر و لیگ قهرمانان آفریقا می‌باشد.
این باشگاه نام خود را از نام محلهٔ زمالک قاهره گرفته است.
این باشگاه تاکنون ۱۴ بار قهرمان لیگ برتر مصر شده است که آخرین بار آن سال ۲۰۲۲ می‌باشد. همچنین این تیم سابقه ۵ قهرمانی در لیگ قهرمانان آفریقا را در کارنامه دارد.

## افتخارات

### داخلی
- لیگ برتر فوتبال مصر (۱۴ قهرمانی): ۱۹۵۹–۶۰، ۱۹۶۳–۶۴، ۱۹۶۴–۶۵، ۱۹۷۷–۷۸، ۱۹۸۳–۸۴، ۱۹۸۷–۸۸، ۱۹۹۱–۹۲، ۹۳-۱۹۹۲، ۰۱-۲۰۰۰، ۰۳-۲۰۰۲، ۲۰۰۳–۰۴، ۲۰۱۴–۱۵، ۲۱-۲۰۲۰، ۲۲-۲۰۲۱
- جام حذفی فوتبال مصر (۲۸ قهرمانی)
- سوپر جام مصر (۴ قهرمانی): ۲۰۰۱، ۲۰۰۲، ۲۰۱۶، ۲۰۲۰
- جام سلطان حسین (۲ قهرمانی): ۱۹۲۰–۲۱, ۱۹۲۱–۲۲
- لیگ قاهره (۱۴ قهرمانی)
- جام کنفدراسیون مصر (۱ قهرمانی): ۱۹۹۵

### قاره‌ای
- لیگ قهرمانان آفریقا (۵ قهرمانی): ۱۹۸۴, ۱۹۸۶, ۱۹۹۳، ۱۹۹۶، ۲۰۰۲
- جام برندگان جام آفریقا (۱ قهرمانی): ۲۰۰۰
- جام کنفدراسیون آفریقا (۲ قهرمانی): ۲۰۱۹، ۲۰۲۴
- سوپر جام آفریقا (۵ قهرمانی): ۱۹۹۴، ۱۹۹۷، ۲۰۰۳، ۲۰۲۰، ۲۰۲۴

### بین‌المللی
- جام باشگاهی آفریقا–آسیا (۲ قهرمانی): ۱۹۸۷، ۱۹۹۷
- جام قهرمانی باشگاه‌های عرب (۱ قهرمانی): ۲۰۰۳
- سوپر جام سعودی-مصری (۲ قهرمانی): ۲۰۰۳, ۲۰۱۸

## مربیان پیشین
- نلو وینگادا
- جوروان ویرا